# Podagrycznik
Podagrycznik (Aegopodium L.) – rodzaj roślin z rodziny selerowatych. Liczy 11 gatunków. Zasięg rodzaju obejmuje strefę umiarkowaną Eurazji na zachodzie sięgając do Włoch, Francji, Danii i Szwecji, a na wschodzie po Rosyjski Daleki Wschód, Japonię i wschodnie Chiny. Podagrycznik pospolity rośnie jako gatunek introdukowany także na Wyspach Brytyjskich i w Ameryce Północnej. 
W Polsce jedynym przedstawicielem jest podagrycznik pospolity Aegopodium podagraria – roślina pospolita w całym kraju. Jest to także gatunek typowy rodzaju.

## Morfologia
PokrójWieloletnie rośliny zielne, zwykle tęgie, z długim kłączem.
LiścieOkazałe, pojedynczo lub podwójnie trójdzielne, czasem potrójnie pierzaste, odcinki liści szerokojajowate do jajowato lancetowatych, ząbkowane.
KwiatyDrobne, zebrane w baldachy złożone, w których zazwyczaj brak pokryw i pokrywek. Ząbki kielicha zredukowane. Płatki korony drobne, białe lub czerwonawe, na szczycie wycięte, z łatką zagiętą do środka kwiatu.
OwoceNagie, jajowate lub wąsko eliptyczne rozłupnie, z boków mniej lub bardziej spłaszczone. Na powierzchni ze słabo widocznymi, nitkowatymi żebrami i bez smug. Szyjki słupków zachowane i odgięte na krążku miodnikowym.

## Systematyka
Pozycja systematyczna według APweb (2001...)
Rodzaj należący do podrodziny Apioideae Seemann, rodziny selerowatych (Apiaceae Lindl.), rzędu selerowców (Apiales Lindl.), kladu astrowych w obrębie okrytonasiennych.
Pozycja w systemie Reveala (1993-1999)
Gromada okrytonasienne (Magnoliophyta Cronquist), podgromada Magnoliophytina Frohne & U. Jensen ex Reveal, klasa Rosopsida Batsch, podklasa dereniowe (Cornidae Frohne & U. Jensen ex Reveal), nadrząd Aralianae Takht., rząd araliowce (Araliales Reveal), rodzina selerowate (Apiaceae Lindl.), rodzaj podagrycznik (Aegopodium L.).
Wykaz gatunków
- Aegopodium alpestre Ledeb.
- Aegopodium burttii Nasir
- Aegopodium decumbens (Thunb.) Pimenov & Zakharova
- Aegopodium handelii H.Wolff
- Aegopodium henryi Diels
- Aegopodium kashmiricum (R.R.Stewart ex Dunn) Pimenov
- Aegopodium komarovii (Karjagin) Pimenov & Zakharova
- Aegopodium latifolium Turcz.
- Aegopodium podagraria L. – podagrycznik pospolity
- Aegopodium tadshikorum Schischk.
- Aegopodium tribracteolatum Schmalh.